# Blepharomyia angustifrons
Blepharomyia angustifrons là một loài ruồi trong họ Tachinidae.